# Birkby (North Yorkshire)
Birkby – wieś w Anglii, w hrabstwie North Yorkshire, w dystrykcie (unitary authority) North Yorkshire. Leży 58 km na północny zachód od miasta York i 336 km na północ od Londynu. Miejscowość liczy 40 mieszkańców.